# Josep Ferrer i Beltran
Josep Ferrer i Beltran (Mequinensa, 1745 – Oviedo, 16 de gener del 1815) va ser un religiós organista i compositor.

## Biografia
Nasqué a Mequinensa fill de Gaietà Ferrer (de la Palma d'Ebre) i de la mequinensana Teresa Beltran. La seva formació musical i sacerdotal es va fer a Catalunya, i s'hi s'ordenà capellà el 21 de novembre del 1770. Ocupà el càrrec d'organista a la col·legiata de Tremp, i a la catedral de Lleida durant deu anys (5 de juny del 1767-1777) i, possiblement en aquest període, tingué per deixeble el futur mestre de capella de la catedral, Josep Prenafeta i Puig. Al 21 de novembre del 1777 va ser elegit organista de la catedral de Pamplona, i al cap d'una desena d'anys, a l'octubre del 1786, ho va ser de la d'Oviedo, càrrec que ocupà durant 24 anys. En la seva estada a la capital asturiana va fer coneixença amb Jovellanos, amb qui compartí tertúlia i amistat.
Juntament amb Juan Páez Centella compongué (1789) el Premio a la sabiduría en ocasió que Jovellanos fos fet Ministre de Gràcia i Justícia. També fou autor de música de ball, així com de peces per a orgue. Per a pianoforte o clavicèmbal va fer algunes sonates bipartides i monotemàtiques i per a fortepiano i violí. A l'arxiu musical del santuari d'Arantzazu es conserva una Missa a quatre veus de Josep Ferrer, i una Pastorel·la que també podria ser seva; i a l'arxiu parroquial de Vall-de-roures es conserva una col·lecció de tretze sonates en el recull Manuscrito musical de Valderrobres.

## Gravacions
- J.Ferrer, sonatas para clave, interpretades per José Luis González Uriol, clave (Huesca: ARSIS, 2002 ref. 4179). Es basa en l'edició de Dionisio Preciado.